# Cabanes del Mas d'en Porta
Les Cabanes del Mas d'en Porta són una obra de Guissona (Segarra) protegida com a Bé Cultural d'Interès Local.

## Descripció
Les dues cabanes de volta que hem localitzat en el terme de Guissona pertanyen als terrenys del mas d'en Porta i són d'una gran bellesa estètica i constructiva.
Dins el terme de Guissona hi ha altres cabanes més modernes construïdes a mitjan segle xx, les quals solen trobar-se sense teulada o altres parts dels murs.
La primera de les cabanes està localitzada en un marge, mig amagada entre arbres i matolls. Està construïda amb pedres irregulars extretes del camp que té al davant. Presenta porta rectangular i ràfec fet de pedres planes i fines que eviten que l'aigua de la pluja caigui directament sobre la façana. El sostre és a dues aigües, de pedra i cobert amb matolls.
L'interior és de pedra irregular i el sostre és de volta. Al fons hi ha la menjadora i a cada costat dels murs un forat quadrangular per que el pagès hi pugui guardar el menjar.
En una de les pedres que dona accés a la cabana trobem la data "1900". Està molt ben conservada, però és plena de matolls i eines velles, la qual cosa impedeix entrar-hi.
La segona cabana està en un turó situat a la part posterior del mas. És una cabana més ben feta ja que les pedres que formen la façana no estan col·locades de manera més o menys recta com és habitual, sinó que la part superior consta de dues fileres de pedres posades de través resseguint la silueta de la coberta per sobre de la porta rectangular que dona accés a l'interior, la resta de la façana té les pedres col·locades de forma tradicional. La teulada forma un ràfec de pedres fines i planes que fan caure l'aigua de la pluja lluny de la cabana. La coberta és plena d'herbes i això fa que quedi integrada en el paisatge. A l'interior la coberta és de volta apuntada amb fileres de pedres cada cop més estretes a mida que s'apropen al centre. Al fons de la cabana la hi ha la menjadora per als animals.